# Gorilla gorilla
O gorila-do-ocidente (nome científico: Gorilla gorilla) é a espécie mais comum do género Gorilla. Grande e robusto, com machos pesando cerca de 168 quilos, a espécie é encontrada em uma região do centro-oeste da África, geograficamente isolada do gorila-do-oriente (Gorilla beringei). O pelo da espécie ocidental é significativamente mais claro.
O gorila-do-ocidente é o segundo maior primata vivo depois do gorila oriental. Duas subespécies são reconhecidas: o gorila-ocidental-das-terras-baixas (Gorilla gorilla gorilla) é encontrado na maior parte da África Ocidental; enquanto o gorila-do-rio-cross (Gorilla gorilla diehli) é limitado a uma área menor no norte, na fronteira de Camarões e Nigéria. Ambas as subespécies são listadas como criticamente Ameaçadas.

## Aparência

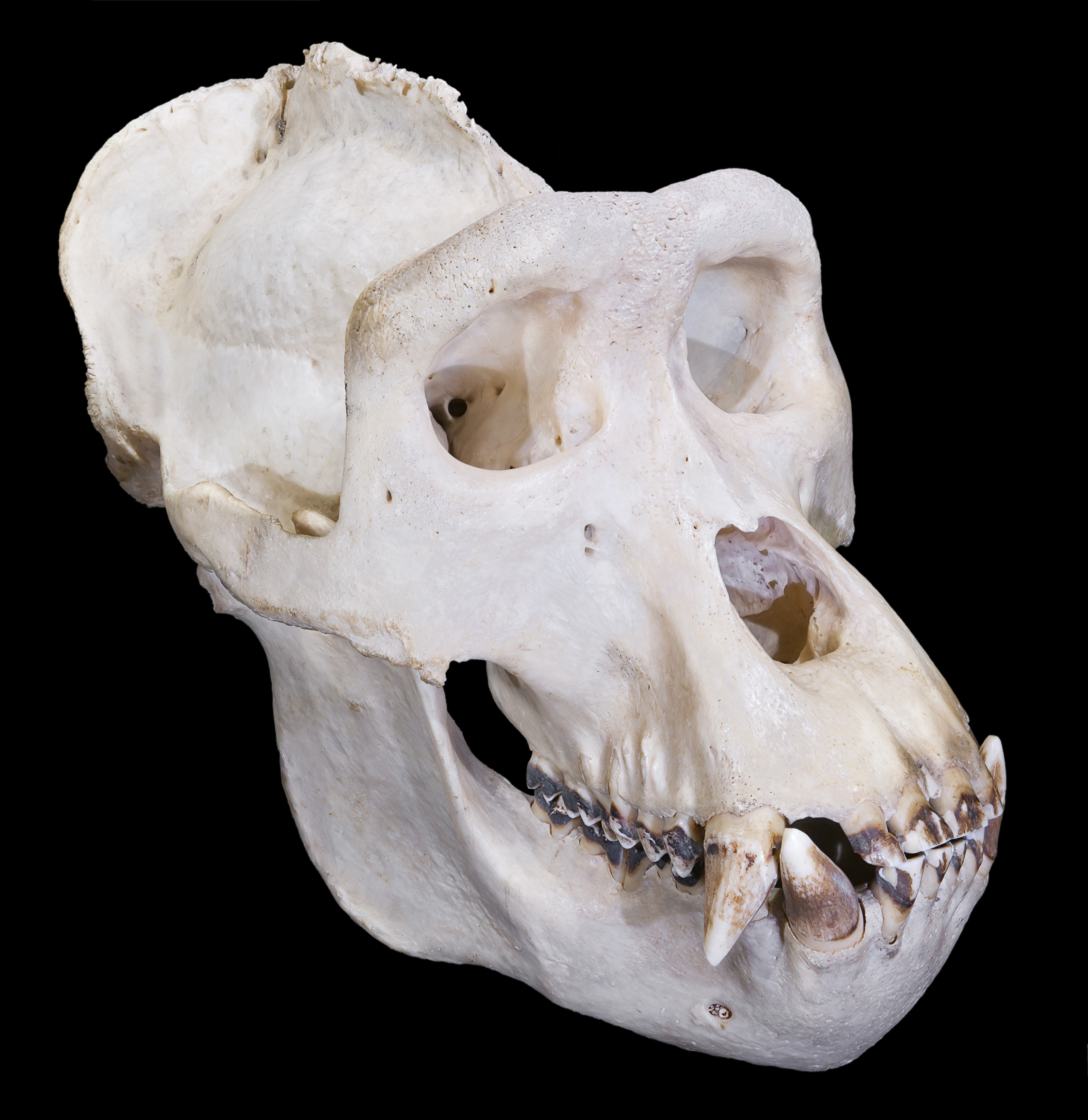
Um crânio de um gorila macho

O Gorila Ocidental apresenta coloração mais clara do que a dos seus "primos" orientais. O Gorila das Terras Baixas do Ocidente podem ser de cor marrom ou acinzentada com testa amarelada. Também tem um pequeno extremo suspenso no nariz, o qual não existe no Gorila Ocidental. Os machos do Ocidental pesam entre 140 a 280 quilos e sua altura média é de 1,60 a 1,70 metros; as fêmeas pesam entre 60 a 120 quilos e sua altura média varia de 1,2 a 1,4 metros. O Gorila do Ocidente é mais delgado do que o do leste. O Gorila "Cross River" difere do Ocidental das Terras Baixas nas dimensões tanto do crânio como dos dentes. é também cerca de 10 a 15 cm mais alto e 20 a 35 quilos mais pesado.

## Características
O Gorila Do Ocidente é um subidor mais ágil de árvores e mais arborícola do que o Gorila do Leste. É também mais frugívoro e se alimenta de frutos de cerca de 100 espécies sazonais de árvores. O Gorila do Ocidente é mais difícil de rastrear e de ser localizado.
O Gorila das Terras Baixas do Ocidente vive em pequenos grupos familiares em comparação com os demais Gorilas. São na média 4 a 8 indivíduos por família. Os Gorilas do Ocidente, mesmo em vida selvagem, fazem uso de ferramentas improvisadas pelos próprios.

## Taxonomia
Uma descrição formal da espécie foi fornecida por Thomas Savage em 1847, aliando a nova espécie a uma descrição anterior do chimpanzé como Troglodytes gorilla em um grupo de símios orientais, ele se referiu como "orangotango". O autor selecionou o epíteto específico para o nome dado por Hanno aos "homens selvagens" que ele notou na costa leste da África, presumidos por Savage como sendo uma espécie de orangotango. A população é reconhecida como duas subespécies:
| Imagem | Subespécies                                                  | População | Distribuição |
| ------ | ------------------------------------------------------------ | --------- | --- |
|        | Gorila-ocidental-das-terras-baixas (Gorilla gorilla gorilla) | 95 000    | Angola, Camarões, República Centro-Africana, República do Congo, República Democrática do Congo, Guiné Equatorial e Gabão. |
|        | Gorila do Rio Cruz (Gorilla gorilla diehli)                  | 250 a 300 | Região fronteiriça Camarões-Nigéria.                                                                                       |

Quase todos os indivíduos desta taxonomia pertencem à subespécie de gorila-ocidental-das-terras-baixas, cuja população é de aproximadamente 95.000 indivíduos. Acredita-se que apenas 250 a 300 das únicas outras subespécies de gorilas ocidentais, o Gorila do Rio Cruz, permaneçam.

## Situação
A IUCN incluiu, na "lista vermelha" de 2007,  o Gorila Ocidental como uma espécie em perigo crítico de extinção, a denominação mais próxima de uma extinção global. A ébola é o maior factor de perigo para os gorilas e, se a situação atual se mantiver, poderá ser impossível reverter a tendência de extinção.

### Descoberta 2008
Em meados de 2008, pesquisadores descobriram cerca de 125 mil Gorilas, até então não localizados, na República do Congo. Tal descoberta pode vir a dobrar a população conhecida desses animais, porém, o efeito dessa descoberta sobre o "status" da conservação desses primatas ainda não avaliada.

### Evolução
Há cerca de dois milhões de anos (Era cenozóica / Período Terciário) as espécies de Gorilas iniciaram sua evolução separada a partir de um ancestral comum.